# Theodor Gaster
Theodor Herzl Gaster, né à Londres, le 21 juillet 1906 et décédé à Philadelphie, le 2 février 1992, est un bibliste, sumériologue et historien des religions, américain d'origine britannique.

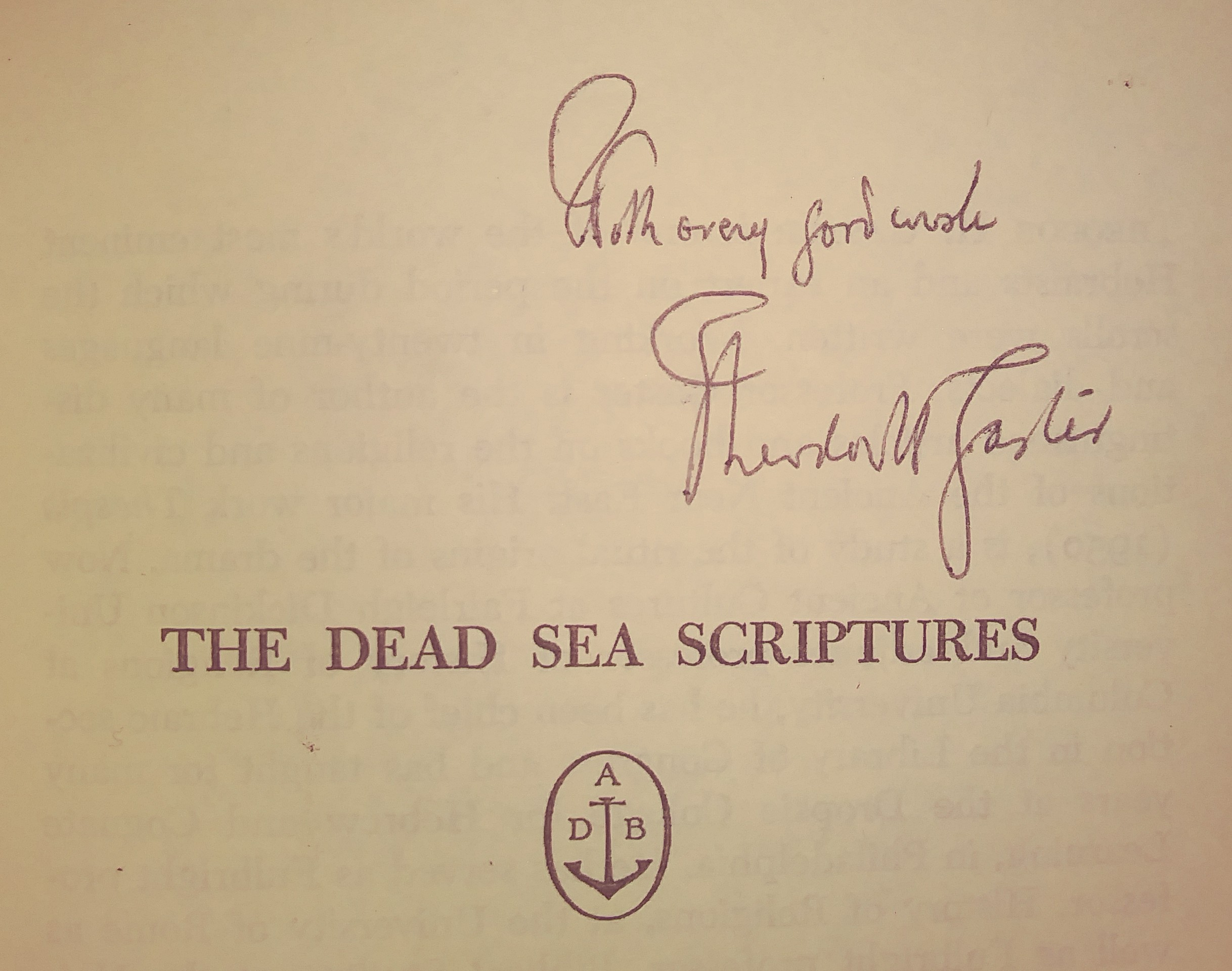
Copie dédicacée du Manuscrits de la Mer Morte

Ses recherches ont porté principalement sur la religion comparée et les mythologies. Il a annoté les treize volumes du Rameau d'Or de James Frazer.
À côté de son livre de grande érudition Thespis : Ritual, Myth and Drama in the Ancient Near East, il a donné au public un livre de vulgarisation Les plus anciens contes de l'humanité présentant sous forme de récits vivants les textes sumériens, hittites, akkadiens ou ougaritiques qu'il a déchiffrés et publiés.

## Biographie
Il fit ses études à l'Université de Londres, où il étudia la philologie classique et obtint un graduat en archéologie du Proche-Orient. Sa thèse magistrale porta sur les textes de Ras Shamra et les origines du drame.
De 1939 à 1940, Gaster s'établit à New York pour poursuivre son doctorat en philosophie à l'université Columbia, tout en continuant ses publications.
En 1942 il commença à enseigner à mi-temps dans l'école pour le graduat de Columbia et en 1945 au Dropsie College (en) à Philadelphie. Il devint ensuite professeur-visiteur dans diverses universités et « colleges ». De 1946 à 1950 il fut lecteur sur la civilisation sémitique à l'Université de New York.
Sa traduction des manuscrits de la Mer Morte eurent un grand succès. Dans son livre Thespis il se montre un continuateur de Frazer.
Selon le témoignage de collègues ses cours étaient pleins de chaleur humaine, d'humour, de défis, d'encouragement et d'esprit.
Il maitrisait trente-deux langues ayant un rapport avec le monde de la Bible.